# Jacques Gamelin

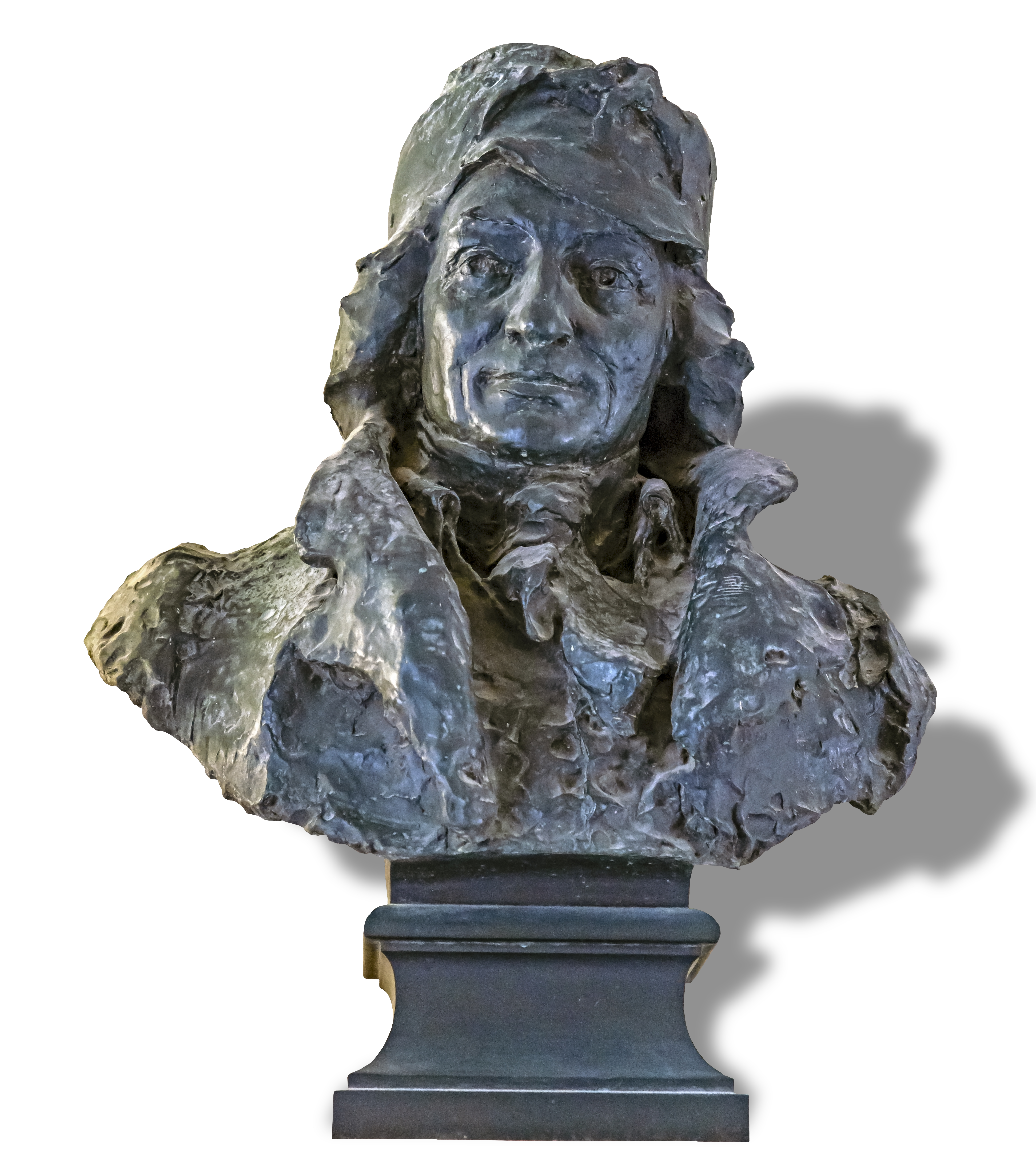
Jacques Gamelin von Alexandre Falguiere geschnitzt.

Jacques Gamelin (* 3. Oktober 1738 in Carcassonne; † 14. Oktober 1803 in Carcassonne) war ein französischer Maler, Zeichner, Kupferstecher und Radierer des Frühklassizismus. Seine Werke greifen vor allem religiöse und antike Themen auf. Daneben malte er auch Porträts, Schlachtenbilder und Genreszenen.
Gamelin studierte zuerst an der Königlichen Akademie der Künste in Toulouse unter Jean-Pierre Rivalz. Weitere Stationen seiner künstlerischen Ausbildung waren Paris und Rom, wo er ab 1771 als Professor an der Accademia di San Luca tätig war. Ein Jahr später ernannte ihn Papst Clemens XIV. zum Hofmaler. In Rom lernte Gamelin auch den Maler Anton Raphael Mengs kennen, mit dem ihn eine enge Freundschaft verband. 1774 kehrte Gamelin wieder nach Frankreich zurück. Während der Französischen Revolution fertigte er Porträts von den Generälen an der Pyrenäenfront an, wie z. B. von General Dugommier (1800, Perpignan).

## Galerie

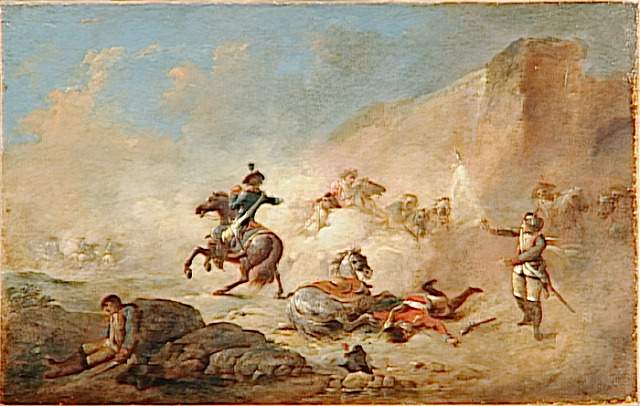
Le choc des cavaliers Louvre, Paris
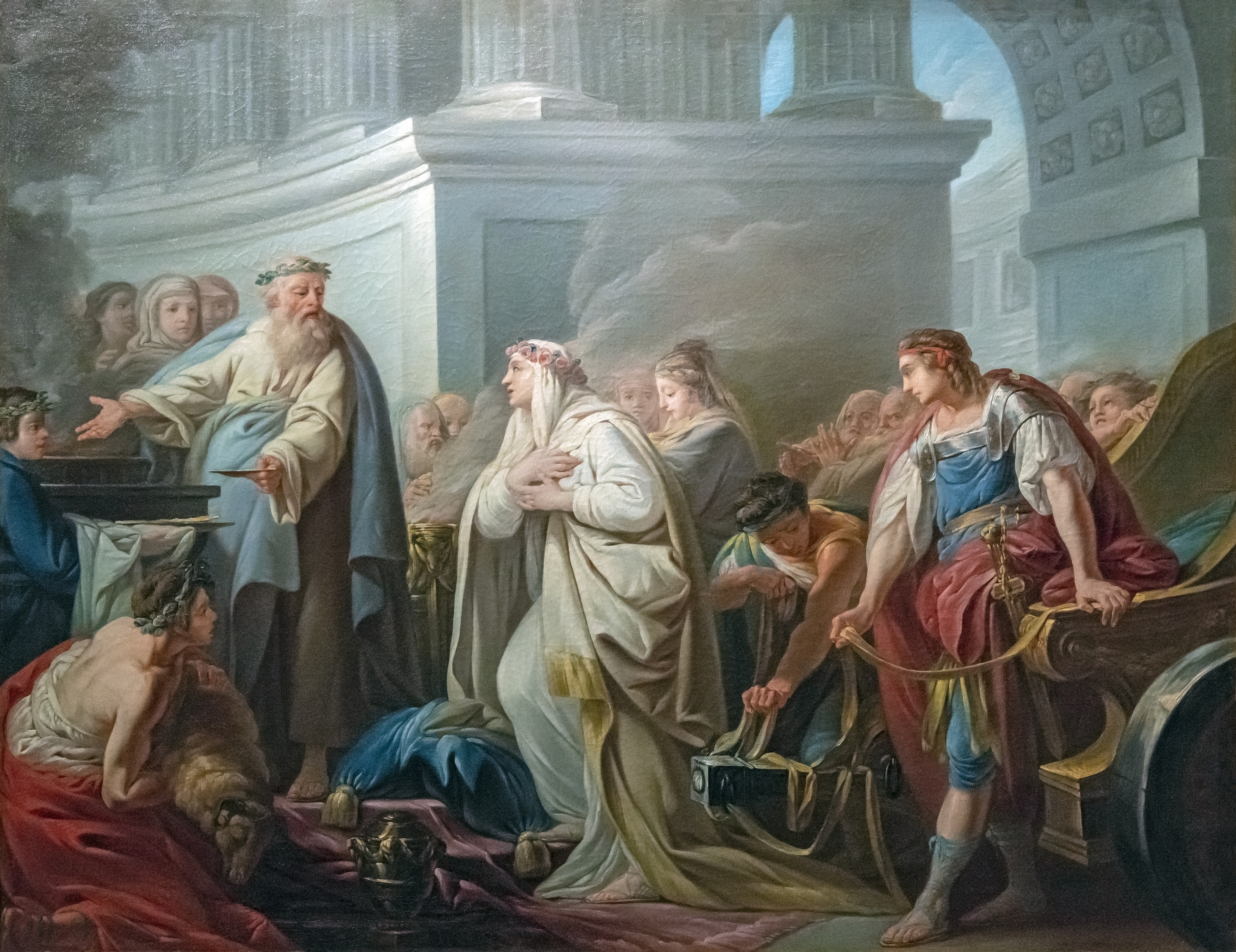
La piété filiale de Cléobis et Biton Musée des beaux-arts, Carcassonne
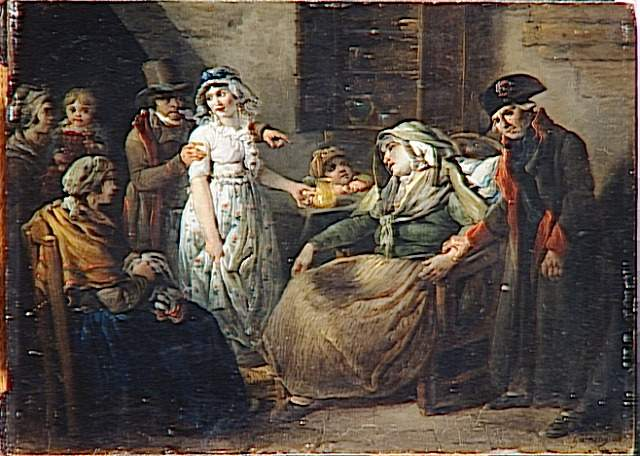
Lévanouissement Louvre, Paris
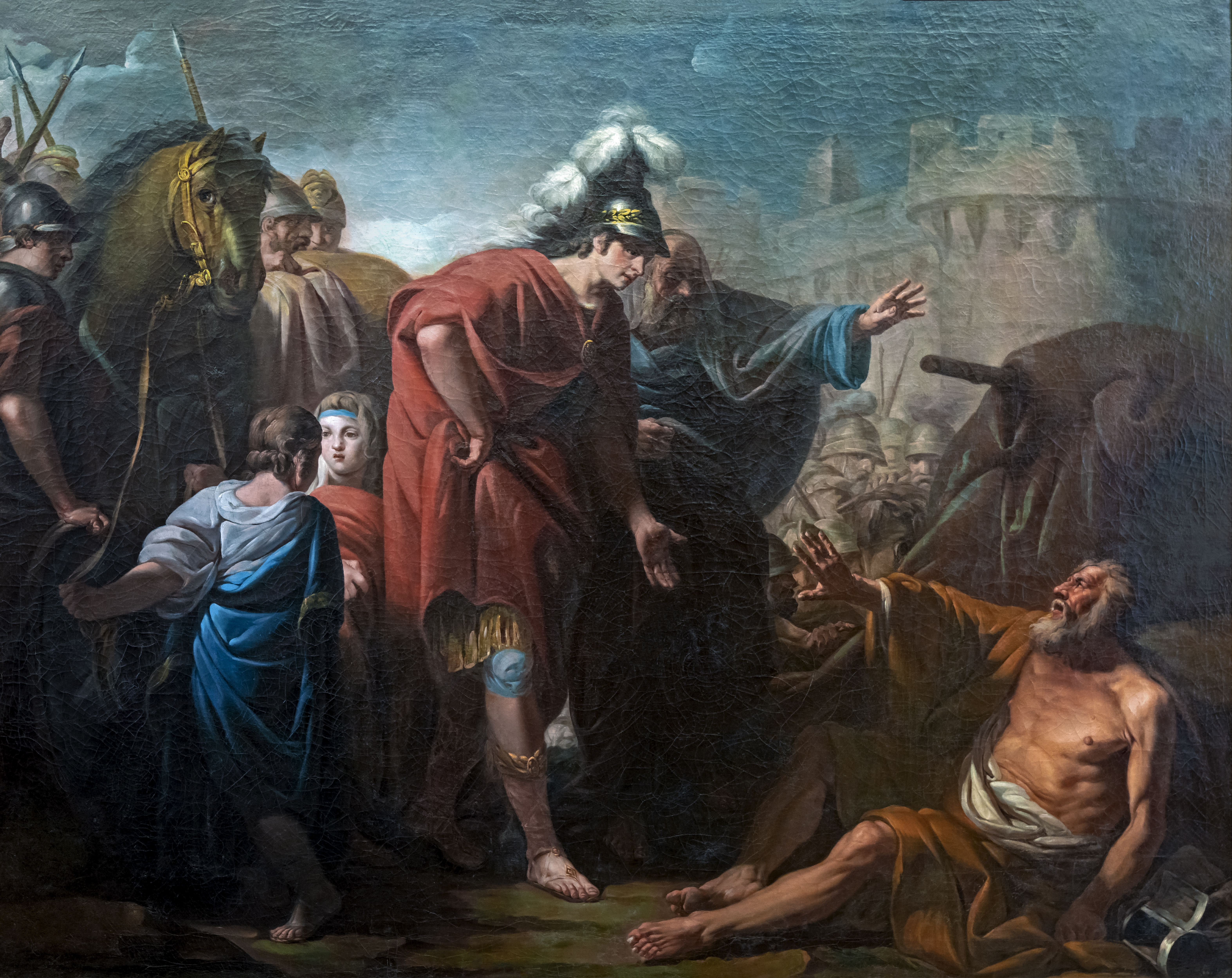
Alexandre et Diogènes Musée des beaux-arts, Carcassonne